# Stacja Zborna Oficerów Rothesay
Stacja Zborna Oficerów Rothesay (zobacz: Wyspa Wężów, Bute) – jednostka wojskowa Polskich Sił Zbrojnych, będąca faktycznie obozem izolacyjnym dla przeciwników gen. Władysława Sikorskiego.
Stacja Zborna Oficerów Rothesay była obozem odosobnienia, w którym gen. Władysław Sikorski umieszczał nieprzychylnych mu oficerów-piłsudczyków. Nie należy mylić Rothesay z obozem karnym w Shinafoot, następnie przeniesionym do Abernethy, również w Szkocji. W obozie jednocześnie przebywało blisko 600 osadzonych, a przez cały czas istnienia obozu umieszczono w nim około 1,5 tys. oficerów, w tym 20 generałów.

## Geneza obozu
Po kampanii wrześniowej gen. Władysław Sikorski szukał winnych porażki militarnej. Już we wrześniu 1939 roku zwrócił się on do rządu Francji z prośbą o wydzierżawienie w Paryżu więzienia dla oficerów. W październiku 1939 roku powołano komisję poszukującą winnych klęski. Obóz ten powstał w Cerizay k. Angers. Znalazło się w nim 69 oficerów z legionową przeszłością. Do obozu mieli trafiać oficerowie, którzy w II Rzeczypospolitej sprawowali ważne urzędy, aby pozostawali pod kontrolą rządu i z dala od armii. Po klęsce Francji obóz ewakuowano na wyspy brytyjskie.
Więźniów ewakuowanych z obozu w Cerizay umieszczono na stadionie Glasgow Rangers. Ponieważ stadionu nie można było blokować zbyt długo, utworzono dwa obozy namiotowe – w Broughton oraz w Douglas na wyspie Man. Wkrótce, do obozów namiotowych zaczęto kierować nie tylko domniemanych lub rzekomych przeciwników gen. Sikorskiego, ale też oficerów emerytowanych lub nie posiadających przydziałów. Wówczas 11 sierpnia 1940, z polecenia gen. Sikorskiego, tajnym rozkazem gen. Kukiela, pełniącego obowiązki Dowódcy Obozów i Oddziałów WP w Szkocji, na szkockiej wyspie Bute w miasteczku Rothesay, powstało „zgrupowanie oficerów nieprzydzielonych”, nazwane Stacją Zborną Oficerów.

## Historia Stacji
Dowódca Obozów i Oddziałów Wojska Polskiego w Szkocji, w porozumieniu z władzami brytyjskimi, rozkazem L.dz. 1977/I.tjn.40 zarządził utworzenie z dniem 14 sierpnia 1940 Obozu Oficerskiego Nr 23 w Rothesay na wyspie Bute. Obóz posiadał prawa samodzielnego oddziału gospodarczego. Dowódca obozu otrzymał uprawnienia dyscyplinarne dowódcy dywizji z 25 sierpnia 1940 roku. Zasadniczo oficerowie zostali zakwaterowani w pensjonatach: „Craigmor”, „Craignetham Private Hotel”, „Madras”, „Glenearu”, „Ardyn”, „Struan” i hotelach: „Bute Arms”, „Esplanade”, „Grand Marine”, „Royal” i „Victoria”. Naczelny Wódz zezwolił oficerom przeniesionym do Zgrupowania Oficerów w Rothesay na sprowadzenie tam rodzin i zamieszkanie z nimi. Sprowadzenie rodziny mogło się odbyć jednak wyłącznie za zezwoleniem władz brytyjskich i za wiedzą władz polskich. Rodziny żołnierzy polskich podlegały wszelkim przepisom obowiązującym cudzoziemców. Wyspa Bute znajdowała się w strefie ochronnej, do której można było przybyć jedynie za specjalnym zezwoleniem. Osoby wykraczające przeciwko temu prawu mogły być aresztowane przez brytyjską Policję. 28 sierpnia rozpoczęto naukę języka angielskiego, obowiązkową dla wszystkich oficerów. 10 września 1940 Zgrupowanie Oficerów zostało przemianowane na Obóz Oficerski Nr II Rothesay. 18 września została ogłoszona zmiana nazwy Dowództwa Obozów i Oddziałów Wojska Polskiego w Szkocji na Dowództwo Okręgu Wojskowego w Szkocji.
Interpelacja posła Partii Pracy Henry’ego Morrisona i protesty innych parlamentarzystów brytyjskich w Izbie Gmin spowodowały likwidację obozów. Wiosną 1942 rozesłano oficerów na różne kursy, przeszkolenia i staże. Na wyspie Bute pozostali jedynie oficerowie starzy i chorzy.

## Kadra
Dowódcy obozu i komendanci stacji
- gen. bryg. Bolesław Jatelnicki-Jacyna
- gen. bryg. Stefan Jacek Dembiński (VI 1940 – 18 XI 1941 → szef Gabinetu Wojskowego Prezydenta RP[8])
- płk piech. Kazimierz Rumsza (p.o. od 18 XI 1941[9] i kmdt od 12 XII 1941)
- płk dypl. piech. Ludwik Lichtarowicz (od II poł. 1943)[a][10]

Zastępcy dowódcy obozu i zastępcy komendanta stacji
- płk sap. Mikołaj Kolankowski (do 31 VIII 1940)
- płk art. Aleksander Batory (od 6 IX 1940)
- płk piech. Kazimierz Rumsza (od 7 VIII 1941[11])

Pozostałe osoby funkcyjne
- dyrektor nauk – ppłk dypl. art. Kazimierz Kuś
- zastępca dyrektora nauk – mjr dypl. art. Aleksander Sulewski (do 20 IX 1940)
- kierownik wyszkolenia – ppłk dypl. piech. Zygmunt Morozewicz (do 7 X 1941 i od 15 XI 1941)
- kierownik wyszkolenia – ppłk dypl. piech. Władysław Dec (p.o. 7 X – 15 XI 1941)
- kapelan – ks. dr Bronisław Chrostowski (od 14 IX 1940)
- oficer gospodarczy – kpt. int. Wacław Tomaszewski (do 1 X 1941 → KG 3 BKS)
- oficer gospodarczy – mjr int. Tadeusz Sambor (od 1 X 1941)

## Oficerowie
Generałowie
- gen. dyw. Stefan Dąb-Biernacki („legionista”, od 17 VIII 1940)
- gen. dyw. Kazimierz Ładoś (od 19 VIII 1940)
- gen. bryg. Adam Korytowski (c. i k. Armia, od 15 IX 1940 do I 1942 → stan nieczynny)
- gen. bryg. Stanisław Kwaśniewski („legionista”, od 14 VIII 1940 do I 1942 → stan nieczynny)
- gen. bryg. Karol Masny (od 17 VIII do 24 IX 1940)
- gen. bryg. Stanisław Rouppert („legionista”, od 14 VIII 1940 do I 1942 → stan nieczynny)
- gen. bryg. Sergiusz Zahorski („prawosławny”, od 6 IX 1940)
- gen. bryg. Janusz de Beaurain („legionista”, od 27 IX 1940 do I 1942 → stan nieczynny)
- gen. bryg. Ludomił Rayski („legionista”, od 27 IX do 5 XI 1940 → RAF)

Oficerowie piechoty
- płk dypl. piech. Szymon Kocur[12]
- płk dypl. piech. Seweryn Łańcucki (do 11 XI 1941 → komendant Centrum Wyszkolenia Służby Poborowej i Etapowej)
- płk dypl. piech. Tadeusz Alf-Tarczyński („legionista”, od 14 VIII 1940 do I 1942 → stan nieczynny)
- płk st. sp. piech. Stanisław Schuster-Kruk (od 1 X 1940)
- płk dypl. piech. Roman Umiastowski
- ppłk dypl. piech. Władysław Dec
- ppłk piech. posp. rusz. Marian Dienstl-Dąbrowa (od 1 I 1942 z Komendy Szpitala Wojennego Nr 1[13])
- ppłk piech. Zygmunt Adam Hofbauer (od 10 IX 1941 z 8 BKS)
- ppłk piech. Marceli Jan Kotarba
- ppłk dypl. Adam Przybylski (od 10 IX 1941 z 8 BKS)
- ppłk dypl. piech. Bogdan Alfons Szeligowski
- ppłk piech. Tadeusz Szmoniewski[b] † 26 XII 1941 Szpital im. Paderewskiego w Edynburgu
- ppłk piech. Antoni I Sikorski
- mjr dypl. piech. Leon Bulowski
- mjr piech. Edmund Galinat (do 7 IX 1941)
- mjr dypl. rez. piech. Aleksander Hauke-Nowak („legionista”)
- mjr dypl. piech. Stanisław Karnibad (od 5 XII 1940)[15]
- mjr dypl. rez. piech. Konrad Libicki („legionista”)
- mjr piech. Kazimierz Mach
- mjr piech. st. sp. Józef Teslar („legionista”, od 10 XII 1940)[16]
- kpt. piech. Aleksander Florkowski (do 7 VIII 1941)[17]
- kpt. rez. piech. dr Michał Grażyński (c. i k. Armia)
- kpt. piech. Jerzy Niezbrzycki
- kpt. piech. Zygmunt Szerauc („legionista”, od 10 IX 1941 z 8 BKS)

Oficerowie kawalerii
- płk dypl. kaw. Roland Bogusz (od 18 IX 1940)
- płk dypl. kaw. Zbigniew Brochwicz-Lewiński (11 XII 1940)[18]
- płk dypl. kaw. Włodzimierz Tyszkiewicz (c. i k. Armia, od 14 VIII 1940)
- płk dypl. kaw. Bolesław Świdziński („legionista”, od 14 VIII 1940)
- mjr dypl. kaw. Stanisław Chmielowski (do 13 IX 1940 → Komisja Regulaminowa)
- rtm. Edward III Zieliński[c] (do 30 VI 1941 → pociąg „B” 3 dywizjon pociągów pancernych)[20]

Oficerowie artylerii
- płk art. Aleksander Batory (od 14 VIII 1940)
- płk dypl. art. Włodzimierz Ludwig (do 20 XII 1941 → Brygada Szkolna)
- ppłk st. sp. art. Kazimierz Czerwiński (od 2 IX 1940)
- ppłk art. Leopold Połoszynowicz (od 2 IX 1940)
- mjr st. sp. Kazimierz Krystman-Dobrzyński (od 2 IX 1940)
- mjr art. pil. Stanisław Krzywobłocki (od 4 X 1940)
- kpt. art. pil. Tadeusz Niewiarowski (od 4 X 1940)
- kpt. rez. art. dr Bronisław Radowski † 12 IX 1941
- kpt. art. Ignacy Raczkowski † 11 V 1943
- por. rez. art. Julian Pauluk (do 10 XII 1941 → 3 BKS)

Oficerowie lotnictwa
- płk obs. inż. Czesław Filipowicz (od 9 X 1940)
- ppłk obs. st. sp. Zbigniew Belina-Prażmowski-Kryński (od 9 X 1940)
- ppłk st. sp. Czesław Lupiński (od 9 X 1940)
- kpt. pilot Stanisław Bylczyński zmarł tamże 21.02.1941

Oficerowie żandarmerii
- mjr żand. Kazimierz Kaciukiewicz („legionista”, od 14 VIII 1940)
- kpt. żand. st. sp. Piotr Stembalski (od 17 VIII 1940)
- kpt. żand. Mieczysław Wygrzywalski (od 17 VIII 1940)
- por. żand. st. sp. Bolesław Grochal (od 17 VIII 1940)
- ppor. rez. żand. Henryk Kanarek (od 19 IX 1941 z 8 BKS)

Oficerowie służby zdrowia
- płk rez. lek. dr Eugeniusz Piestrzyński
- płk lek. dr Ksawery Maszadro (do 3 X 1941 → starszy lekarz 1 Dywizjonu Pociągów Pancernych)
- mjr rez. lek. dr Wojciech Jedlina-Jacobson (do 26 VIII 1940 → Military Hospital Edinburgh Castle)

Pozostali oficerowie
- płk uzbr. Kazimierz Kieszniewski (od 16 XII 1941 z Oddziału VI Sztabu NW)
- płk uzbr. Eugeniusz Szpręglewski
- ppłk sap. Kazimierz Możdżeń („legionista”, od 14 VIII 1940)
- ppłk rez. sap. inż. Leopold Toruń
- mjr adm. Mariusz Buhardt (od 15 VIII 1941)[21]
- mjr Władysław Kosianowski (do 15 XII 1941 → stan nieczynny)
- mjr łączn. Wacław Tomalak (16 VII 1941)[22]
- por. Jerzy Gutkowski (od 13 XII 1941)
- por. aud. posp. rusz. dr Stefan Pollo (od 14 XII 1940)[23]
- ppor. rez. lotn. Rudolf Kesselring (do 12 XII 1941 → Obóz Lotniczy Blackpool)